# Ile jestem w stanie dać
Ile jestem w stanie dać – singel polskiego rapera i producenta muzycznego O.S.T.R.-a promujący płytę Masz to jak w banku. Wydawnictwo ukazało się 10 września 2001 roku na płycie CD w formie maxi singla nakładem wytwórni muzycznej Asfalt Records w dystrybucji Sony Music Entertainment. Na płycie poza utworem tytułowym znalazły się m.in. remiksy i ścieżki a cappella. 

## Lista utworów
Opracowano na podstawie materiału źródłowego.
1. "Ile jestem w stanie dać" (produkcja: O.S.T.R.) - 3:42
2. "O+" (produkcja: O.S.T.R.) - 3:53
3. "Ile jestem w stanie dać" (Remix, remiks/produkcja: O.S.T.R.) - 3:32
4. "P.E.C.H." (Remix; remiks/produkcja: O.S.T.R.) - 3:50
5. "Ile jestem w stanie dać" (Instrumental) (produkcja: O.S.T.R.) - 4:04
6. "O+" (Instrumental) (produkcja: O.S.T.R.) - 3:50
7. "Ile jestem w stanie dać" (Remix Instrumental; remiks/produkcja: O.S.T.R.) - 3:46
8. "P.E.C.H." (Remix Instrumental; remiks/produkcja: O.S.T.R.) - 3:48
9. "Ile jestem w stanie dać" (A Cappella) - 2:45
10. "O+" (A Cappella) - 2:36
11. "P.E.C.H." (A Cappella) - 3:21